# Ожехув (Радомщанський повіт)
Ожехув (пол. Orzechów) — село в Польщі, у гміні Кобелі-Великі Радомщанського повіту Лодзинського воєводства.
Населення — 311 осіб (2011).
У 1975-1998 роках село належало до Пйотрковського воєводства.

## Демографія
Демографічна структура станом на 31 березня 2011 року:
|          | Загалом | Допрацездатний вік | Працездатний вік | Постпрацездатний вік |
| -------- | ------- | ------------------ | ---------------- | -------------------- |
| Чоловіки | 153     | 27                 | 107              | 19                   |
| Жінки    | 158     | 35                 | 96               | 27                   |
| Разом    | 311     | 62                 | 203              | 46                   |